# Caille du Japon
Coturnix japonica
Espèce
Statut de conservation UICN

 NT  : Quasi menacé
La Caille du Japon (Coturnix japonica) est une espèce d'oiseaux de la famille des Phasianidés.
C'est l'espèce dont sont issues les cailles utilisées dans les élevages de volailles domestiques. Cet élevage s'appelle la coturniculture. Ne pas confondre cette espèce d'origine asiatique avec Coturnix coturnix, la Caille des blés.
Elle a comme synonyme la sous-espèce Coturnix japonica domesticus, indiquée par exemple comme étant la forme domestiquée dans la loi française.

## Description

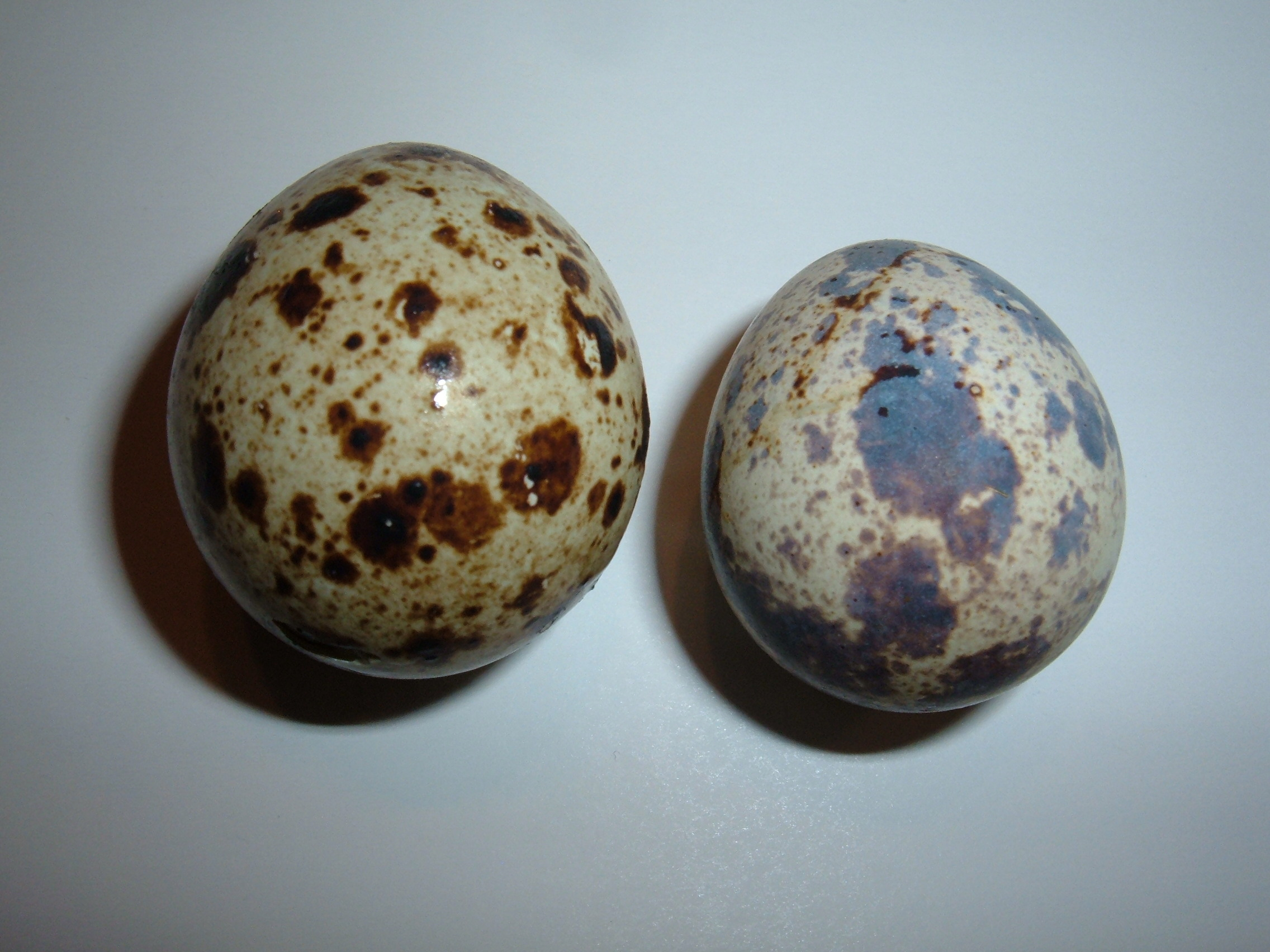
Œufs de Caille du Japon.

Cet oiseau mesure environ 15 cm. Il est brun tacheté de beige.

## Distribution
La Caille du Japon niche en Mongolie, en Sibérie méridionale, en Chine, en Corée, au Japon, dans le Nord-Vietnam, au Myanmar et au Bhoutan. Elle hiverne dans le sud de la Chine, au Japon, dans le nord du Laos et au Tonkin. Des observations ponctuelles ont été faites en Thaïlande, dans le nord-est de l'Inde, au Cambodge et aux Philippines. Elle a été introduite à Hawaï et à La Réunion (Hennache et Ottaviani 2011).

## Sous-espèces
Une sous-espèce a été décrite, Coturnix japonica ussuriensis Bogdanov 1884, correspondant à des formes plus pâles présentes en Sibérie ; son existence incertaine est reconnue essentiellement par des autorités scientifiques japonaises.

## Habitat
La Caille du Japon fréquente les habitats ouverts, prairies, cultures, steppes, clairières forestières du niveau de la mer jusqu’à 850 m aux alentours du mont Fuji et 3 200 m au Bhoutan. Elle semble moins sensible à l’humidité car on la trouve également en terrain marécageux.

## Mœurs
Les mœurs des cailles du Japon sont très semblables à celles des cailles des blés, mais leur activité migratoire est plus marquée, ce qui atténue les fluctuations annuelles de population.

## Voix
Le chant, un caquetage non mélodieux ressemblant au cri d’un jeune merle au nid chrr-churrk-krr-r-r ou chou-piit-trrrrr, est très différent du chant musical de la Caille des blés et permet de distinguer à coup sûr les deux espèces.

## Nidification

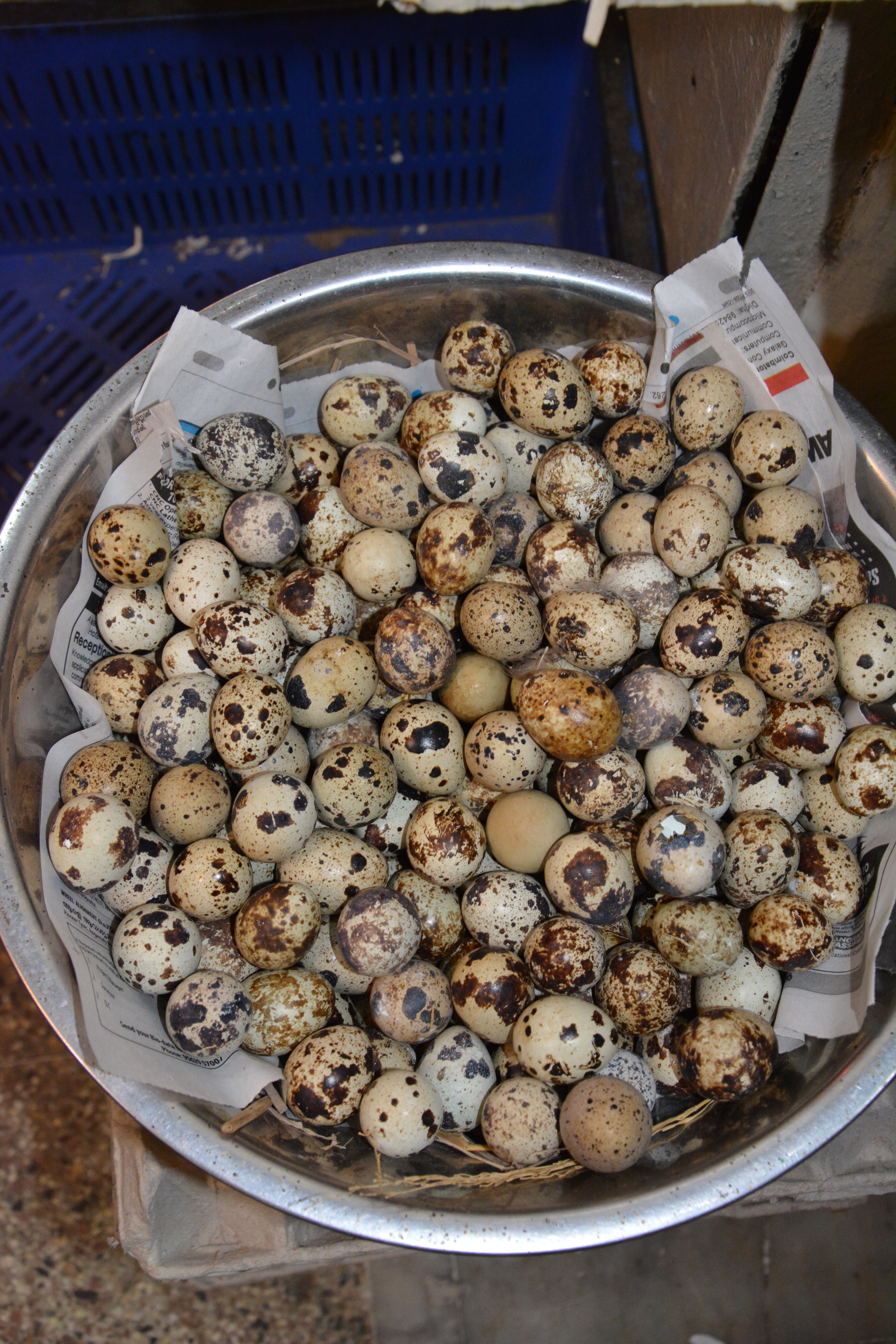
Œufs de cailles du Japon destinés à la consommation humaine.

La Caille du Japon peut être polygame ou monogame. Elle niche en général d'avril à juin mais la période varie suivant les localités : jusqu'en août à Hokkaido et en Sibérie, jusqu'à septembre à Honshu, de mars à juillet au Bangladesh et même un nid avec des œufs le 30 octobre au Myanmar. Le nid est une simple cuvette creusée dans le sol par la femelle et bordée de tiges herbacées. La couvaison est assurée par la femelle, le mâle y participant parfois.
Elle peuple une grande partie de l'Asie du Sud-Est. Une étude, montre que la Caille du Japon sélectionne la surface sur laquelle elle dépose ses œufs de manière qu'ils soient peu visibles pour les prédateurs. Parmi les nombreuses espèces animales qui recourent à des techniques de camouflage, la caille du Japon se révèlerait donc particulièrement talentueuse.

## Statut, conservation
Malgré sa très grande aire de répartition, la Caille du Japon est aujourd’hui considérée comme « presque menacée » en raison d'une nette décroissance de la population sauvage, résultant de la chasse et de la destruction des habitats par l'intensification des pratiques agricoles. Elle est devenue rare au Japon, où elle était pourtant abondante dans les années 1930, avec plus de 500 000 individus tués chaque année. Actuellement[Quand ?], un programme de restauration des populations y a été mis en place, grâce notamment à l'élevage en captivité. Elle est restée assez commune en Russie et des populations nicheuses se sont implantées dans des habitats favorables situés en limite de l'aire de distribution, comme au Bhoutan.
Cette caille est domestiquée depuis plus de 600 ans, en donnant une multitude de mutations ; son élevage est devenu industriel, aussi bien pour la chair que pour les œufs. La femelle commence à pondre dès l'âge de 40 jours, et produit son propre poids d'œufs en 10 jours. Elle peut pondre plus de 200 œufs par an. La Caille du Japon a aussi été relâchée dans un but cynégétique aux États-Unis et en Europe, avec tous les problèmes posés par son hybridation avec la Caille des blés.

## Élevage en captivité

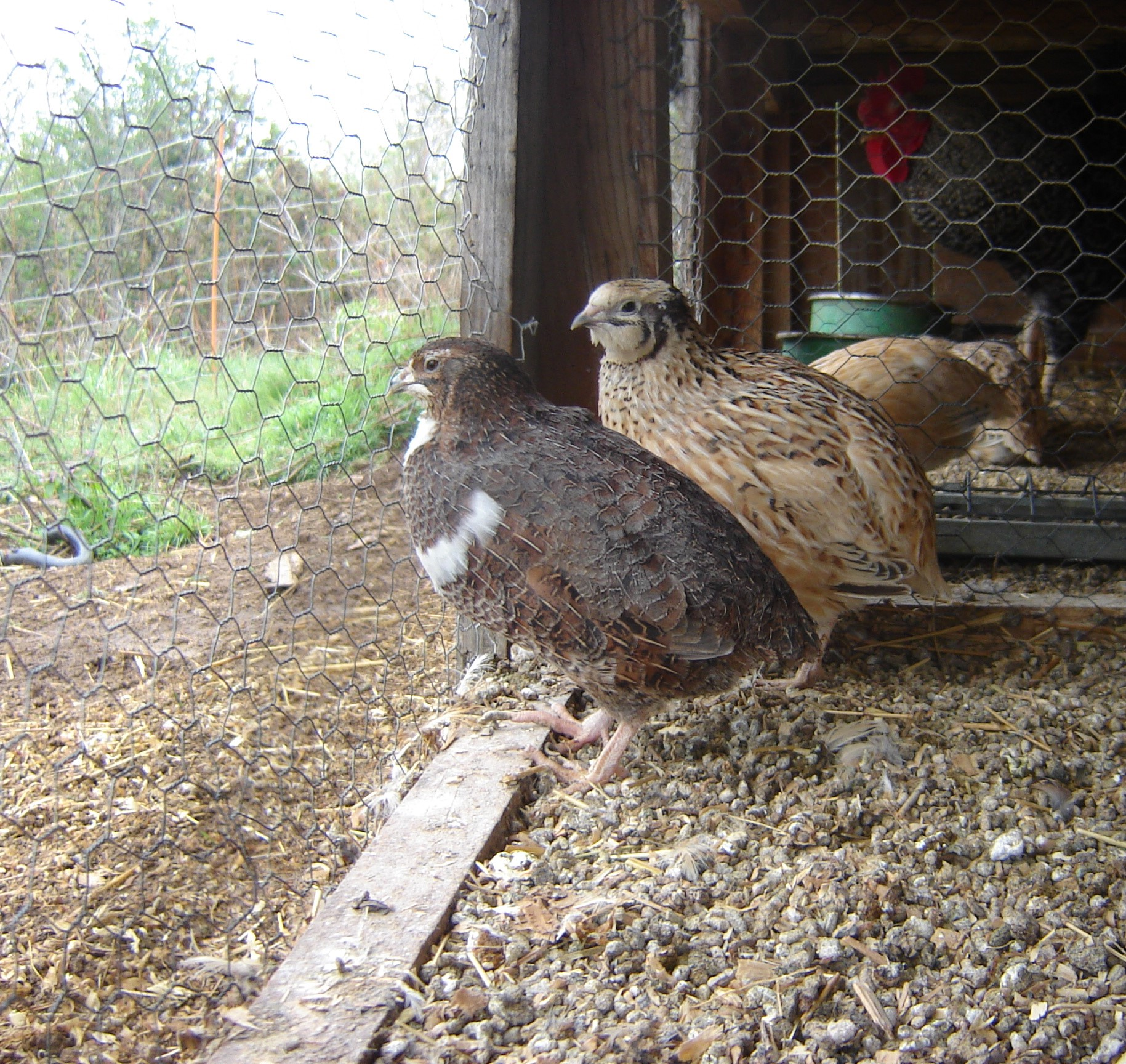
Deux femelles, tuxedo et isabelle.

- Comportement social : peuvent vivre dans une volière commune, entre 3 et 7 femelles pour un mâle pour éviter le picage.
- Logement : volière, végétation, abris, cachettes, arbustes ; peuvent vivre dans une volière intérieure ou extérieure mais préfèrent cette dernière.
- Température : En volière extérieure, elles sont robustes, et ont simplement besoin d'un abri bien isolé, ne craignant pas le gel l'hiver.
- Alimentation : farine ou graines fines très riches en protéines (au moins 17 %), verdure (courgette, salade…).
- Activités : reste à terre, gratte le sol, bains de poussière.
- Nombre d'œufs : 8.
- Incubation : 16 à 18 jours en couveuse artificielle de préférence.
- Nourriture oisillons : petits insectes vivants, petites graines.
- Sevrés à : 4 semaines.
- Mutations : blanc, isabelle, panaché (tuxedo) et fauve informations complémentaires : oiseau facile, peut servir aux débutants.

## Galerie

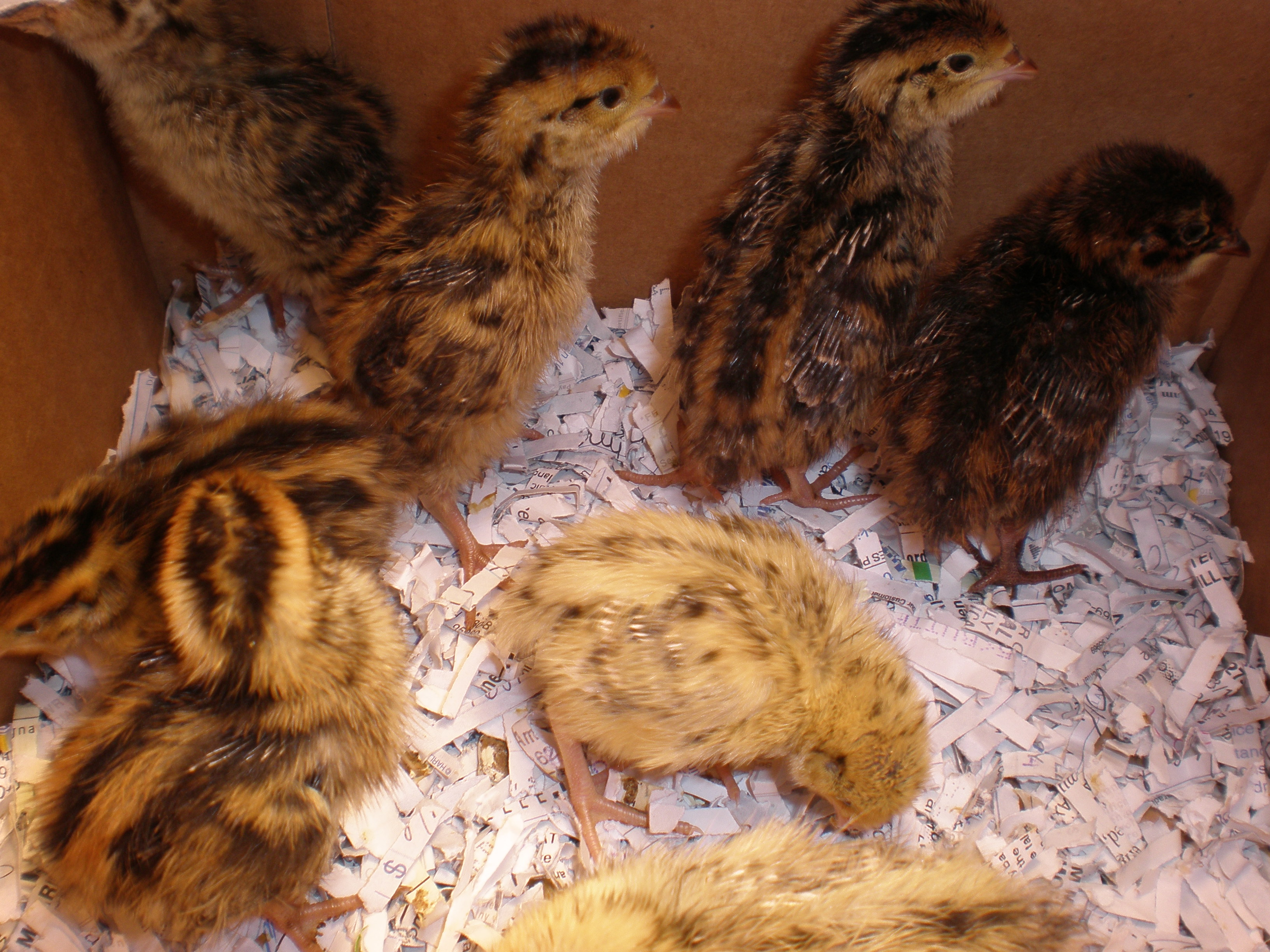
Cailles du japon âgées d'une semaine.
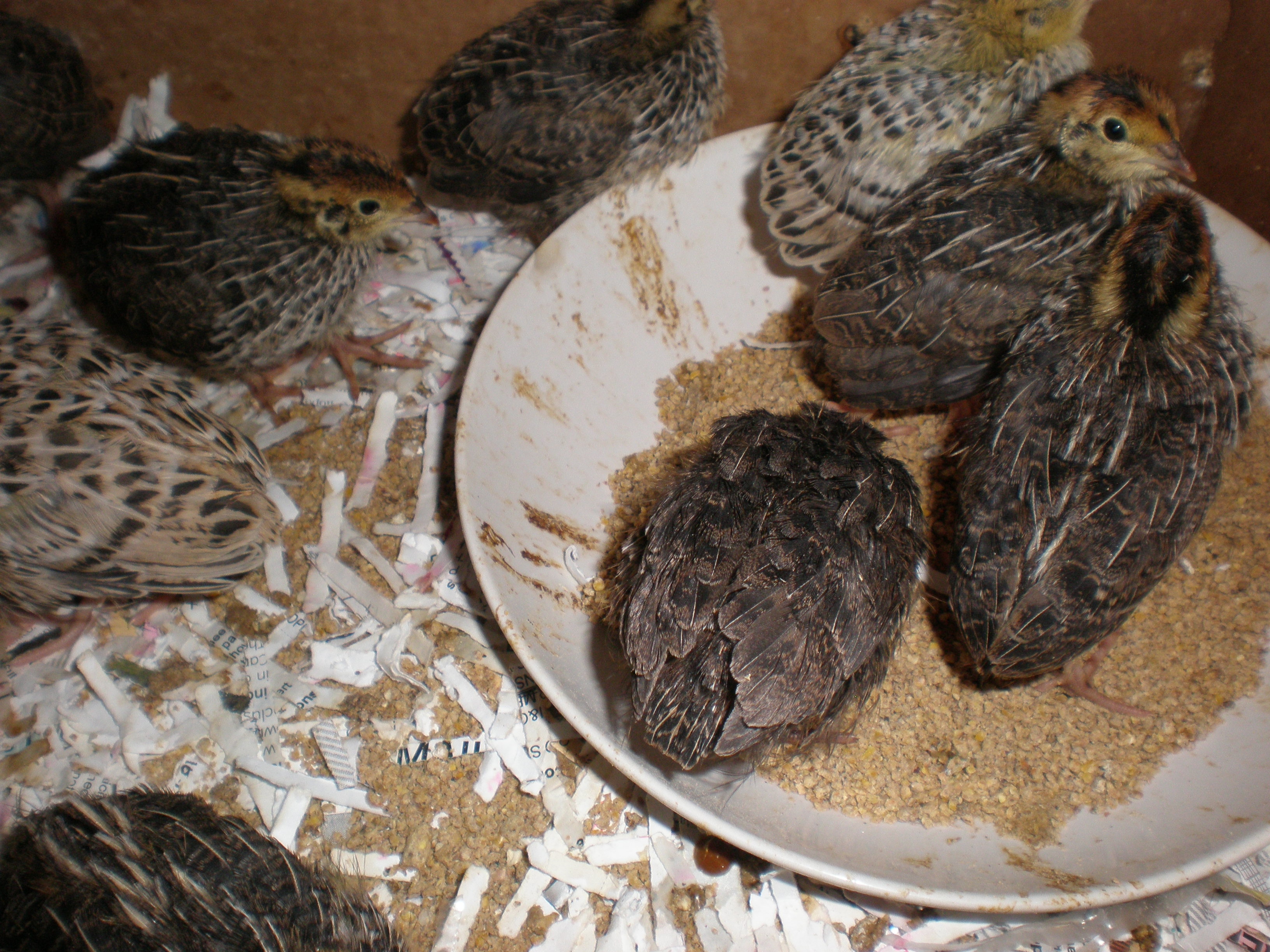
Cailles du japon âgées de deux semaines.
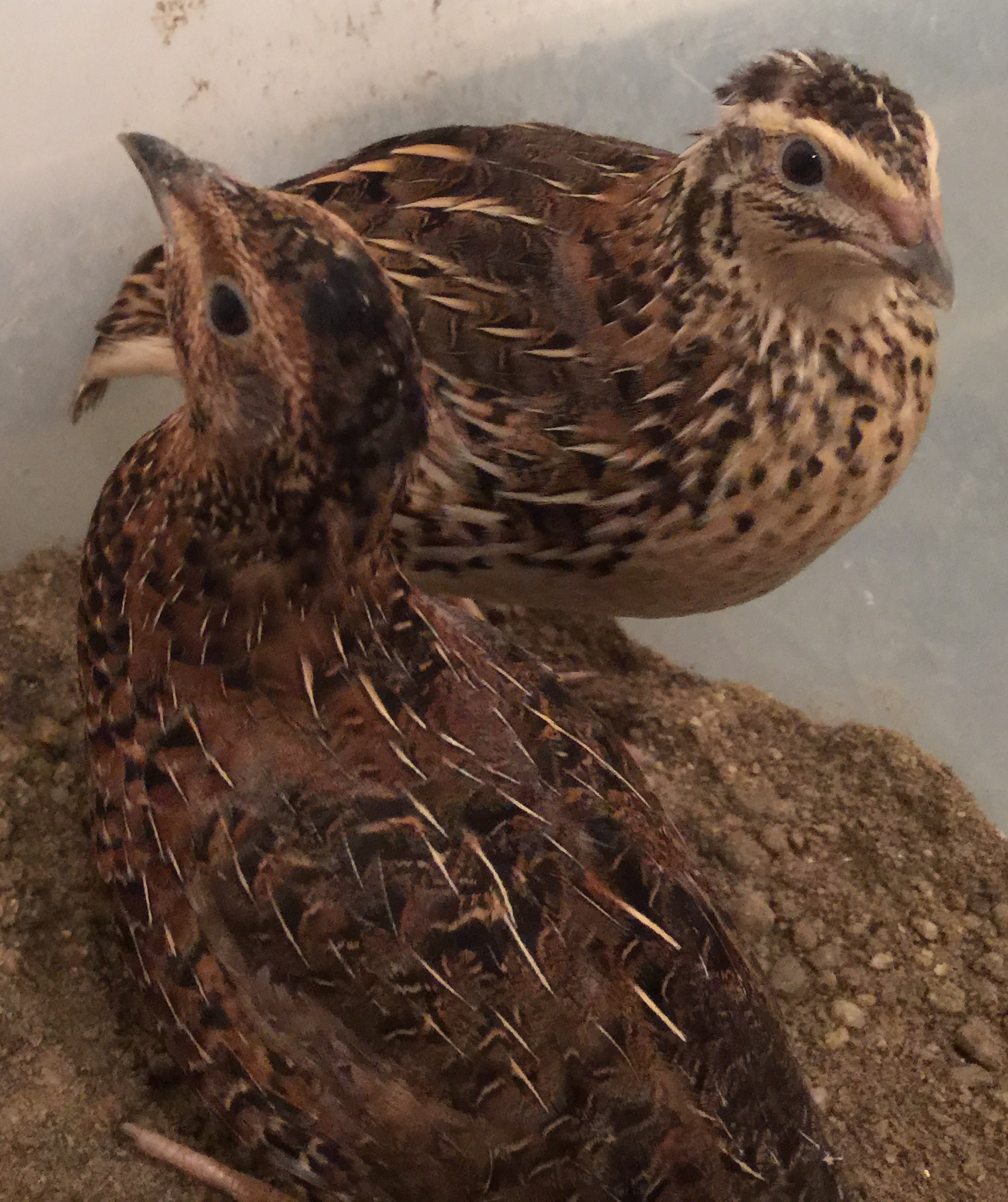
Cailles adultes: mâle (devant) et femelle (arrière).
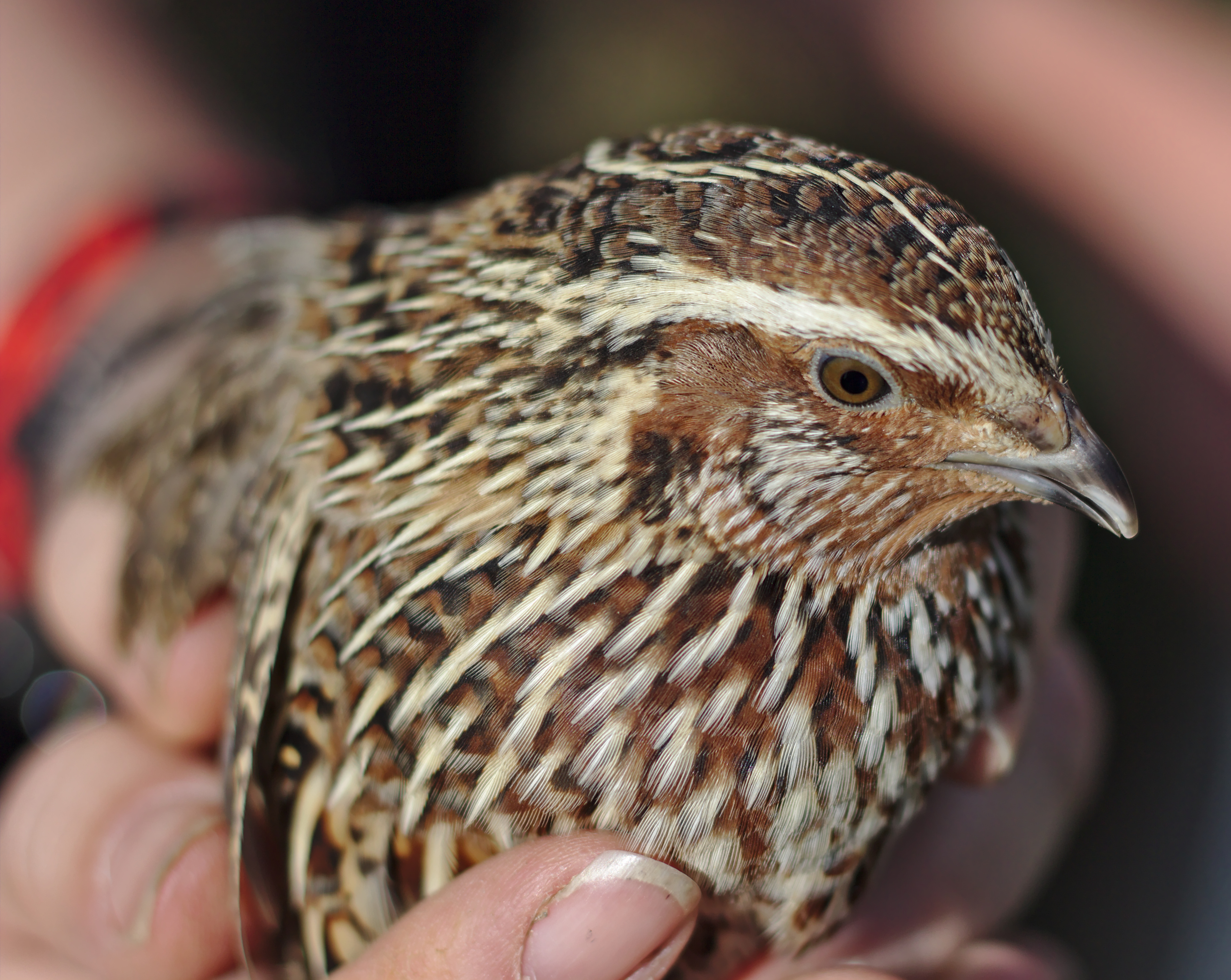
Tête de caille du Japon.